# Верхня Нормандія
Верхня Нормандія (фр. Haute-Normandie IPA: [ot nɔʁmɑ̃di] ( прослухати); норм. Ĥâote-Normaundie) — історичний регіон на півночі Франції. З 1 січня 2016 у складі регіону Нормандія. Головне місто Руан. Населення 1,805 млн. осіб (13-е місце серед регіонів).

## Географія
Площа території 12 318 км². Регіон включав департаменти Ер і Приморська Сена. Через нього протікають річки Сена, Ер, Вьоль.

## Історія
Верхня Нормандія була створена в 1956 році з двох департаментів: Приморська Сена та Ер, коли Нормандія була розподілена на Верхню Нормандію та Нижню Нормадію. Цей розподіл спровокував суперечку, багато людей почали закликати до об'єднання  двох регіонів в один. Що й відбулося 1 січня 2016 року. Назва Верхня Нормандія існувала й до 1956 року та позначала території, що у своїй більшості були включені до цього адміністративного регіону: Пей де Ко, Пей де Бре (не плутати з Пей де Бре в Пікардії), Румуа, Ле-Небур, Сент-Андре́-де-л'Ер та Вексен. Більшість території Пей д'О й невелика частина Пей д'Уш знаходяться в Нижній Нормандії. Важливими містами є Руан та Гавр.

## Великі спільноти
Руан є адміністративним та історичним центром регіону, відомий мальовничим історичним центром з великою кількістю гарних будівель та храмів, найвищою церковною вежею Франції.
Найбільшим за кількістю населення містом є Гавр, хоча населення міської агломераціі Руану є набагато більшім.

## Економіка
Верхня Нормандія займає 1-ше місце у Франції за вирощуванням льону. 
Порівняння економіки Верхньої Нормандії з Нижньою  Нормандією та показниками по 
всій Франції:
| Рік  | Територія        | зайнятість первинний сектор | зайнятість вторинний сектор | зайнятість третинний сектор |
| ---- | ---------------- | --------------------------- | --------------------------- | --------------------------- |
| 2003 | Верхня Нормандія | 2.30 %                      | 36.10 %                     | 61.60 %                     |
| 2006 | Нижня Нормандія  | 6.50 %                      | 25.00 %                     | 68.50 %                     |
| 2006 | Франція          | 2.20 %                      | 20.60 %                     | 77.20 %                     |